# Ой, при лужку, при лужке
«Ой, при лужку, при лужке» (укр. Ой, при лузі, при лужку) — казачья, русская и украинская народная песня. Широко известны и опубликованы версии как на русском, так и на украинском языках.

## Распространение
По мнению одного из исследователей, песня (которую тот причисляет к городским) постепенно стала исполняться на деревенской свадьбе вместе с другими застольными. Согласно другим авторам, такому «переводу» предшествовала замена сельских обрядовых песен необрядовыми. В результате, примерно с середины 19 века, место последних начинают занимать произведения городского фольклора, в том числе авторские романсы.

### В Сибири и на Дальнем Востоке
Один из источников относит песню к числу любимейших у русского населения Западной Сибири. Среди горожан — жителей крупных сибирских городов — песня довольно известна в качестве праздничной (исполняемой на праздники), особенно у представителей старшего поколения.

### Изустные записи полевых фольклористов
Тексты произведения неоднократно записывались изустно во время полевых изысканий в Сибири и на Дальнем Востоке. Так, фольклористами, в ходе их работы в Приамурье (2010-е), были получены версии на украинском и на русском языках от тамошних старожилов. Некоторую известность произведение приобрело и среди удмуртских переселенцев.
Песня, популярная у многих участников художественной самодеятельности Приленья, вошла в сборник «Фольклор русского населения Якутии» (2004).